# (6799) Citfiftythree
(6799) Citfiftythree es un asteroide perteneciente al cinturón de asteroides, región del sistema solar que se encuentra entre las órbitas de Marte y Júpiter.
Fue descubierto el 17 de mayo de 1993 por Eleanor F. Helin  desde el Observatorio Palomar.

## Designación y nombre
Designado provisionalmente como 1993 KM, fue nombrado en honor a la promoción del Instituto Tecnológico de California de 1953 y sus contribuciones a la física, la ingeniería, la química, la biología, la geología, la astronomía, las matemáticas y campos afines, con motivo del 50 aniversario de su graduación.

## Características orbitales
Citfiftythree está situado a una distancia media del Sol de 3,149 ua, pudiendo alejarse hasta 4,247 ua y acercarse hasta 2,050 ua. Su excentricidad es 0,349 y la inclinación orbital 20,038 grados. Emplea 2040,67 días en completar una órbita alrededor del Sol.
Los próximos acercamientos a la órbita de Júpiter ocurrirán el 13 de mayo de 2095, el 16 de febrero de 2106 y el 23 de octubre de 2178.

## Características físicas
La magnitud absoluta de Citfiftythree es 13,97. Tiene 9,190 km de diámetro y su albedo se estima en 0,065.